# Mariana Ingold

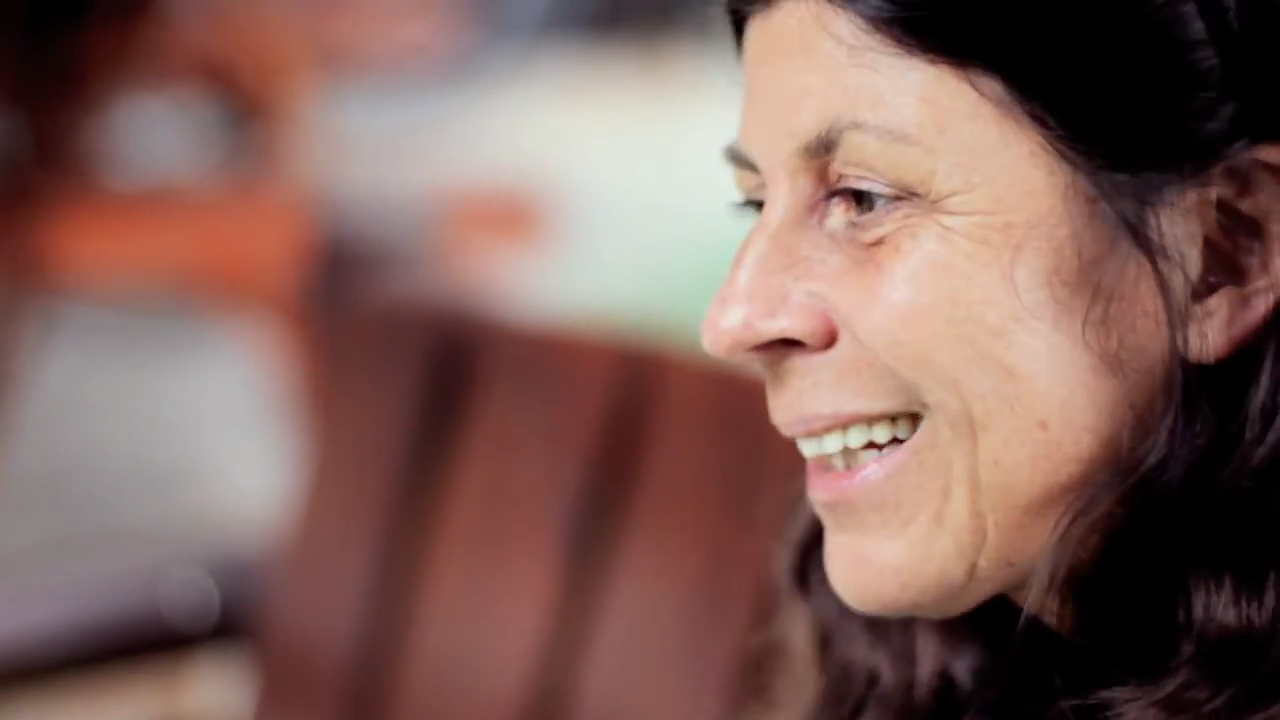
Mariana Ingold, 2013

Mariana Ingold Barbé (* 17. November 1958 in Montevideo) ist eine uruguayische Komponistin und Sängerin der uruguayischen Populärmusik.
Ihre musikalische Ausbildung erhielt Ingold bei Leo Masliah, Coriún Aharonián, Jorge Lazaroff, Osvaldo Fattoruso, Graciela Paraskevaídis und Edú Lombardo. Nachdem sie 15-jährig beispielsweise in den Chören Monteverdi und Discantus sang, schloss sie sich 1973 auch der Gruppe Pro-Música Antigua an, der sie bis 1975 als Sängerin, Organistin und Percussionistin angehörte. 1981 gründete sie gemeinsam mit Estela Magnone und Mayra Hugo die Gruppe Travesía. Zudem war sie Mitglied von Las tres. Ihre Solo-Karriere startete sie 1983. 1985 erschien ihre Platte Hasta siempre. Im Folgejahr veröffentlichte sie ihre erste LP mit dem Titel Todo depende. Nachdem sie 1989 zunächst als Schlagzeugerin bei Osvaldo Fattoruso gespielt hatte, traten sie ab 1990 als Duo auf und gaben Gastspiele in Spanien, Kuba, Schweden, Brasilien und Argentinien. Ihr Lied Llamando unterstützte 1992 den Auftritt Uruguays bei der Expo in Sevilla.
Auch mit vielen weiteren Künstlern, wie beispielhaft genannt Clark Terry, Chico Buarque oder Fito Páez, wirkte sie musikalisch zusammen. Im Laufe ihrer Karriere erhielt sie zudem den Premio Florencio Sánchez für die beste Theatermusik für Kinder und den Premio Fabini für den besten Kindermusik-Komponisten. Über hundert Platten, an denen sie beteiligt war, folgten zudem Adaptionen ihrer Werke durch zahlreiche andere Künstler aus Uruguay, Island, Italien und Brasilien.

## Diskographie

### Soloproduktionen
- Hasta siempre (1985)
- Todo depende (Ayuí / Tacuabé a/e55. 1986)
- Siete solistas (Ayuí / Tacuabé. 1988)
- Mariana Ingold canta a Leo Maslíah (Orfeo a/e71. 1988)
- Cambio de clima (Orfeo 90978-1. 1989)
- El gran misterio (Ayuí / Tacuabé ae208cd. 1999)
- El planeta sonoro (2002)
- Tá vol.II (gemeinsam mit Osvaldo Fattoruso und Leonardo Amuedo. Melopea, Argentinien. 2007)

### Gemeinschaftsproduktionen
- Ni un minuto más de dolor (Ayuí / Tacuabé a/e39. 1983), mit der Gruppe Travesía
- Comenzar de nuevo II (Orfeo SULP 90793. 1984), mit der Gruppe Travesía
- ADEMPU canta (Ayuí / Tacuabé. 1984), mit der Gruppe Travesía
- En vivo en La Barraca (1989), mit Osvaldo Fattoruso
- El disco kid (Ayuí / Tacuabé ae90cd. 1990), mit Osvaldo Fattoruso
- Haace calor (Orfeo CDO 009-2. 1991), mit Osvaldo Fattoruso
- La penúltima musicasión (1991), mit Osvaldo Fattoruso
- Tá (Ayuí / Tacuabé a/e108k. 1992), gemeinsam mit Osvaldo Fattoruso und Leonardo Amuedo
- Candombe en el tiempo (Ayuí / Tacuabé ae135cd. 1994), mit Osvaldo Fattoruso
- La carpeta azul (1994), mit Osvaldo Fattoruso
- ¿Será imposible? (Ayuí / Tacuabé a/e142k. 1995), mit Osvaldo Fattoruso
- Arrancandonga (Ayuí / Tacuabé ae165cd. 1996), mit Osvaldo Fattoruso

### Reeditionen
- Cambio de clima (Melopea, Argentinien. 1991)
- Ni un minuto más de dolor (mit Travesía. Ayuí / Tacuabé, Posdata pd 2014. 1999)
- Fue ayer (Ayuí / Tacuabé, Posdata pd 2016. 1999), Anthologie